# Tour de Romandie
Tour de Romandie – kolarski wyścig etapowy, odbywający się na terenie Romandii, francuskojęzycznej części Szwajcarii. Po raz pierwszy impreza ta odbyła się w 1947 roku i odbywa się do dziś na przełomie kwietnia i maja. Tour de Romandie należy do UCI World Tour.

## Pierwsze trójki
| Rok  | Pierwsze                 | Drugie                   | Trzecie                 |          |
| ---- | ------------------------ | ------------------------ | ----------------------- | -------- |
| 1947 | Désiré Keteleer          | Gino Bartali             | Ferdi Kübler            |          |
| 1948 | Ferdi Kübler             | Jean Goldschmit          | Mathias Clemens         |          |
| 1949 | Gino Bartali             | Ferdi Kübler             | Settimio Simonini       |          |
| 1950 | Édouard Fachleitner      | Hugo Koblet              | Kléber Piot             |          |
| 1951 | Ferdi Kübler             | Hugo Koblet              | Fritz Schär             |          |
| 1952 | Wout Wagtmans            | Hugo Koblet              | Raymond Impanis         |          |
| 1953 | Hugo Koblet              | Pasquale Fornara         | Louison Bobet           |          |
| 1954 | Jean Forestier           | Pasquale Fornara         | Carlo Clerici           |          |
| 1955 | René Strehler            | Hugo Koblet              | Max Schellenberg        |          |
| 1956 | Pasquale Fornara         | Carlo Clerici            | René Strehler           |          |
| 1957 | Jean Forestier           | Guido Carlesi            | Hugo Koblet             |          |
| 1958 | Gilbert Bauvin           | Pino Cerami              | Giovanni Pettinati      |          |
| 1959 | Kurt Gimmi               | Rolf Graf                | Alfred Rüegg            |          |
| 1960 | Louis Rostollan          | Édouard Delberghe        | Jos Hoevenaers          |          |
| 1961 | Louis Rostollan          | Giuseppe Fezzardi        | Imerio Massignan        |          |
| 1962 | Guido De Rosso           | Franco Cribiori          | Joseph Novales          |          |
| 1963 | Willy Bocklant           | Federico Bahamontes      | Guido De Rosso          |          |
| 1964 | Rolf Maurer              | Huub Zilverberg          | Gastone Nencini         |          |
| 1965 | Vittorio Adorni          | Rolf Maurer              | Robert Hagmann          |          |
| 1966 | Gianni Motta             | Raymond Delisle          | Rolf Maurer             |          |
| 1967 | Vittorio Adorni          | Louis Pfenninger         | Armand Desmet           |          |
| 1968 | Eddy Merckx              | Raymond Delisle          | Robert Hagmann          |          |
| 1969 | Felice Gimondi           | Vittorio Adorni          | Antoon Houbrechts       |          |
| 1970 | Gösta Pettersson         | Davide Boifava           | Joop Zoetemelk          |          |
| 1971 | Gianni Motta             | Antonio Salutini         | Willy Van Neste         |          |
| 1972 | Bernard Thévenet         | Lucien Van Impe          | Raymond Delisle         |          |
| 1973 | Wilfried David           | Lucien Van Impe          | Michel Pollentier       |          |
| 1974 | Joop Zoetemelk           | Wladimiro Panizza        | Fedor den Hertog        |          |
| 1975 | Francisco Galdós         | Josef Fuchs              | Knut Knudsen            |          |
| 1976 | Johan De Muynck          | Roger De Vlaeminck       | Eddy Merckx             |          |
| 1977 | Gianbattista Baronchelli | Joop Zoetemelk           | Knut Knudsen            |          |
| 1978 | Johan van der Velde      | Hennie Kuiper            | Johan De Muynck         |          |
| 1979 | Giuseppe Saronni         | Gianbattista Baronchelli | Henk Lubberding         |          |
| 1980 | Bernard Hinault          | Silvano Contini          | Giuseppe Saronni        |          |
| 1981 | Tommy Prim               | Giuseppe Saronni         | Peter Winnen            |          |
| 1982 | Jostein Wilmann          | Tommy Prim               | Silvano Contini         |          |
| 1983 | Stephen Roche            | Phil Anderson            | Tommy Prim              |          |
| 1984 | Stephen Roche            | Jean-Marie Grezet        | Niki Rüttimann          |          |
| 1985 | Jörg Müller              | Acácio da Silva          | Tommy Prim              |          |
| 1986 | Claude Criquielion       | Jean-François Bernard    | Bruno Cornillet         |          |
| 1987 | Stephen Roche            | Jean-Claude Leclercq     | Ronan Pensec            |          |
| 1988 | Gerard Veldscholten      | Tony Rominger            | Urs Zimmermann          |          |
| 1989 | Phil Anderson            | Gilles Delion            | Robert Millar           |          |
| 1990 | Charly Mottet            | Robert Millar            | Luc Roosen              |          |
| 1991 | Tony Rominger            | Robert Millar            | Michael Carter          |          |
| 1992 | Andrew Hampsten          | Miguel Indurain          | Charly Mottet           |          |
| 1993 | Pascal Richard           | Claudio Chiappucci       | Andrew Hampsten         |          |
| 1994 | Pascal Richard           | Armand de Las Cuevas     | Andrew Hampsten         |          |
| 1995 | Tony Rominger            | Pēteris Ugrjumovs        | Francesco Casagrande    |          |
| 1996 | Abraham Olano            | Ołeksandr Honczenkow     | Giuseppe Guerini        |          |
| 1997 | Pawieł Tonkow            | Chris Boardman           | Beat Zberg              |          |
| 1998 | Laurent Dufaux           | Alex Zülle               | Francesco Casagrande    |          |
| 1999 | Laurent Jalabert         | Beat Zberg               | Wladimir Belli          |          |
| 2000 | Paolo Savoldelli         | Joseba Beloki            | Laurent Dufaux          |          |
| 2001 | Dario Frigo              | Félix García Casas       | Wladimir Belli          |          |
| 2002 | Dario Frigo              | Alex Zülle               | Cadel Evans             |          |
| 2003 | Tyler Hamilton           | Laurent Dufaux           | Francisco Pérez Sanchez |          |
| 2004 | Tyler Hamilton           | Fabian Jeker             | Leonardo Piepoli        |          |
| 2005 | Santiago Botero          | Damiano Cunego           | Dienis Mieńszow         |          |
| 2006 | Cadel Evans              | Alberto Contador         | Alejandro Valverde      |          |
| 2007 | Thomas Dekker            | Paolo Savoldelli         | Andriej Kaszeczkin      |          |
| 2008 | Andreas Klöden           | Roman Kreuziger          | Marco Pinotti           |          |
| 2009 | Roman Kreuziger          | Władimir Karpiec         | Rein Taaramäe           |          |
| 2010 | Simon Špilak             | Dienis Mieńszow          | Michael Rogers          |          |
| 2011 | Cadel Evans              | Tony Martin              | Aleksandr Winokurow     |          |
| 2012 | Bradley Wiggins          | Andrew Talansky          | Rui Costa               |          |
| 2013 | Chris Froome             | Simon Špilak             | Rui Costa               |          |
| 2014 | Chris Froome             | Simon Špilak             | Rui Costa               |          |
| 2015 | Ilnur Zakarin            | Simon Špilak             | Chris Froome            |          |
| 2016 | Nairo Quintana           | Thibaut Pinot            | Ion Izagirre            |          |
| 2017 | Richie Porte             | Simon Yates              | Primož Roglič           |          |
| 2018 | Primož Roglič            | Egan Bernal              | Richie Porte            |          |
| 2019 | Primož Roglič            | Rui Costa                | Geraint Thomas          |          |
| 2020 | odwołany                 | odwołany                 | odwołany                | odwołany |
| 2021 | Geraint Thomas           | Richie Porte             | Fausto Masnada          |          |
| 2022 | Aleksandr Własow         | Gino Mäder               | Simon Geschke           |          |
| 2023 | Adam Yates               | Matteo Jorgenson         | Damiano Caruso          |          |
| 2024 | Carlos Rodríguez         | Aleksandr Własow         | Florian Lipowitz        |          |
| 2025 |                          |                          |                         |          |

## Osiągnięcia Polaków
Czterokrotnie w pierwszej dziesiątce klasyfikacji generalnej wyścigu znajdowali się Polacy. Najwyższe 7. miejsce zajmowali Sylwester Szmyd oraz Rafał Majka w odpowiednio 2012 i 2015 roku.
Dwukrotnie polscy kolarze wygrywali etapy wyścigu - Michał Kwiatkowski w 2014 roku oraz Czesław Lang w 1987 roku.